# Pio Larsen
Pio Larsen (egentligen Oddvar Johan Larsen), född 11 januari 1928, död 1982, var en norsk journalist, veckotidningsredaktör, förlagsredaktör i Gyldendal och författare. 
Han skrev under åren 1953–1956 totalt 6 Knut Gribb-historier under pseudonymen Pierre Pio.